# Red Sea FC
El Red Sea es un equipo de fútbol de Eritrea que compite en la Primera División de Eritrea, la liga de fútbol más importante del país. 

## Historia
Fue fundado en el año 1945 en la capital Asmara y es el equipo más ganador del país y también es de los pocos equipos de Eritrea que ganó la Copa etíope de fútbol en los años en los que Eritrea no era un país independiente.

## Palmarés
- Primera División de Eritrea: 13

1995, 1998, 1999, 2000, 2002, 2005, 2009, 2010, 2011, 2012, 2013, 2014, 2019
- Copa etíope de fútbol: 2

1981, 1983
- Copa Independencia: 1

2006

## Participación en competiciones de la CAF
| Temporada | Torneo                      | Ronda      | Club           | Casa | Visita | Global      |
| --------- | --------------------------- | ---------- | -------------- | ---- | ------ | ----------- |
| 1999      | Liga de Campeones de la CAF | 1          | Rayon Sport FC | 1-1  | 0-2    | 1-3         |
| 2000      | Liga de Campeones de la CAF | Preliminar | Tusker FC      | 1-1  | 1-1    | 2-2 (1-4 p) |
| 2001      | Liga de Campeones de la CAF | Preliminar | Tourbillon FC  | 2-0  | 0-2    | 2-2 (4-2 p) |
| 2001      | Liga de Campeones de la CAF | 1          | Al-Ahly        | 1-0  | 0-3    | 1-3         |
| 2003      | Liga de Campeones de la CAF | Preliminar | Nzoia Sugar    | 2-0  | 0-2    | 2-2 (3-5 p) |
| 2006      | Liga de Campeones de la CAF | Preliminar | Tusker FC      | 0-1  | 1-3    | 1-4         |